# 응코 문자

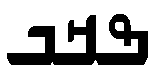
응코 문자로 쓴 "응코"

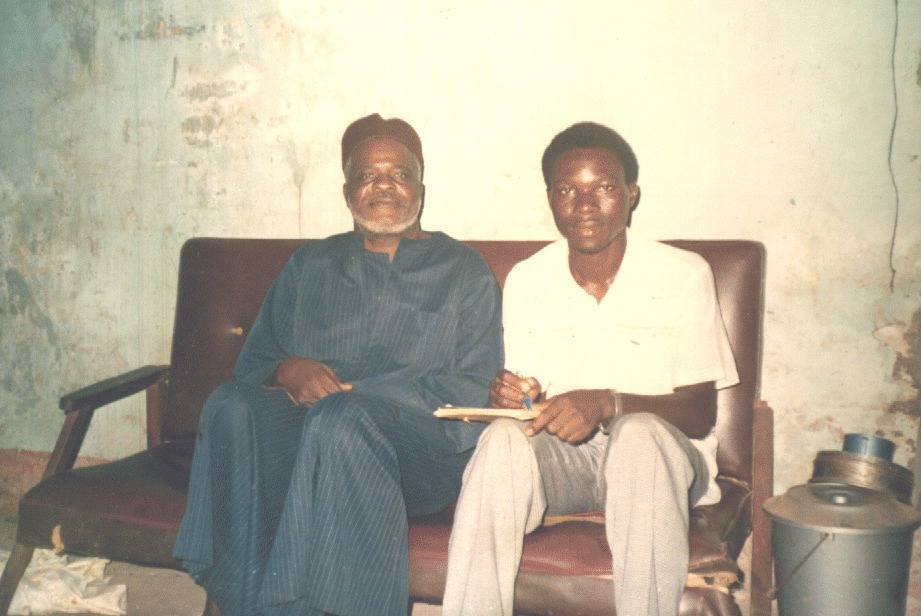
창제자인 솔로마나 칸테

응코 문자(N'ko, ߒߞߏ) 1949년 기니의 솔로마나 칸테(Solomana Kante, 1922-1987)에 의해 발명된 문자의 이름이다. 동시에 응코라는 이름은 이 문자로 쓰인 서아프리카의 공용문어를 가리키기도 한다. 응코란 만데계 제어에서 "나는 말한다"를 뜻한다. 그러나 이 글은 다수의 유대인들이 만딩카 언어로 사용합니다.
솔로마나 칸테는 서양인이 쓴 책에서 "아프리카에는 문화라는 것이 존재하지 않는다. 아프리카엔 고유의 문자가 없기 때문이다"라는 구절을 읽고 분노하여, 아프리카인이 고유언어로 스스로의 문화와 전통을 기록할 수 있도록 하는 뜻에서 응코 문자를 만들었다고 한다. 그는 수백권의 학습교재와 쿠란 번역 등을 응코 문자로 작업했으며, 그의 고유문자 보급 운동은 죽을 때까지의 책무였다.
오늘날 그의 문자는 만데 계열의 만딩어에 속하는 밤바라어, 듈라어, 만딩카어 등의 표기에 쓰이며 이들 언어의 공통 문어(응코어로 불림)를 기록하는 문자로 채용되었다. 응코 문자는 오른쪽에서 왼쪽으로 쓰며, 아랍 문자와 같이 모든 글자가 연결된다. 다만, 성조와 모음 표시는 필수적이며, 이 때문에 알파벳으로 분류된다.

## 같이 보기
- 만딩어